# Astragalus coarctatus
Astragalus coarctatus är en ärtväxtart som beskrevs av Ernst Rudolf von Trautvetter. Astragalus coarctatus ingår i släktet vedlar, och familjen ärtväxter. Inga underarter finns listade i Catalogue of Life.